# Viktor Andersson (innebandyspelare)
Viktor Andersson, född 28 september 1982 är en svensk innebandyback som spelat i SSL. Hans moderklubb är Hagaboda SK.

## Klubbar
Genom åren har han representerat följande klubbar.
- 1995/1996 - Fagerhult Habo IBK Ungdom, Sverige
- 1995/96 - 1998/99 - Fagerhult Habo IBK, Sverige
- 1999/00-2001/02 - Mullsjö AIS, Sverige
- 2001/2002-2003/04 - Jönköpings IK, Sverige
- 2003/2004-2004/2005 - Fagerhult Habo IBK, Sverige
- 2005/2006-2006/07 - Jönköpings IK, Sverige
- 2007/08 - Basel Magic, Schweiz
- 2008/09 - 2009/2010 - Mullsjö AIS, Sverige
- 2010/11 - Fagerhult Habo IBK, Sverige
- 2011/2012-2013/2014 - IBK Landskrona, Sverige

### Fotnoter
1. ↑  ”Viktor Andersson” (på engelska). Svenska innebandyförbundet. Arkiverad från originalet den 24 september 2015. https://web.archive.org/web/20150924042653/http://www.innebandy.se/templates/ida/Player.aspx?PageId=&PlayerID=813835&epslanguage=en. Läst 10 februari 2015.